# Cerconychia sapa
Cerconychia sapa är en bäcksländeart som beskrevs av Bill P.Stark och Ignac Sivec 2007. Cerconychia sapa ingår i släktet Cerconychia och familjen Styloperlidae. Inga underarter finns listade i Catalogue of Life.